# إم تي في نيوز
إم تي في (اخبار) هي شبكة تلفزيون موسيقية تعتبر الأولى والأشهر في الولايات المتحدة، بدأت قناة أم تي في أخبار في أواخر العام 1980 مع برنامج اسبوع في الروك، الذي استضافه كورت لودر وهو أول مراسل رسمي للقناة.
بدأت القناة بتغطية الاخبار السياسية في الانتخابات الرئاسية الأمريكية عام 1992،
وبعد ذلك قامت بتغطية انتخابات الرئاسة الأمريكية 2008، حيث استضافت القناة في مقابلة خاصة كل من باراك أوباما و هيلاري كلينتون لمناقشة الحرب على العراق.

## أم تي في (أخبار) حول العالم
عندما بدات القناة بثها في أوروبا كان هنالك اختلاف في التقارير التي تبث في الولايات المتحدة عن التي تبث في أوروبا، في عام 1997 بدأت القناة بعرض الاخبار والتقارير اعتمادا على المنطقة التي تبث منها.وبعدها قامت القناة بالتركيز على عرض وتحديث الاخبار اليومية ومن ثم تسليط الضوء عليها في نهاية الاسبوع وقد سمتها القناة اخبار عطلة نهاية الاسبوع ولكن توقف بثها مبكرا في عام 2000.
وبعد ذلك قامت القناة بخطوة جديدة وهي عرض نشرة الاخبار لفترات قصيرة على ساعات بين 16:00 حتي 22:00 من الاثنين إلى الجمعة على بعض قنوات MTV
واعتبارا من عام 2013 أطلقت شركة فياكوم الدولية لشبكات وسائل الإعلام نشرة أخبار جديدة تبث على قناة أم تي في.

## وصلات خارجية
- MTV News
- MTV News International